# Cratere Jutta
Jutta  è un cratere sulla superficie di Venere.